# Ricard Terré
Ricardo Terré Marcellés (San Baudilio de Llobregat, 5 de julio de 1928-Vigo, 29 de octubre de 2009) fue un fotógrafo español.

## Trayectoria
Estudió en la Escuela de Altos Estudios Mercantiles de Barcelona.
Comenzó en el mundo del arte como pintor y caricaturista y empezó a practicar la fotografía en el año 1955. En ese momento se hizo socio de la Agrupación Fotográfica de Cataluña, donde coincidiría con Xavier Miserachs y Ramón Masats, con los que expuso por primera vez en 1957 en la Agrupación la exposición Terré-Miserachs-Masats (Sougez, Marie-Loup et al., 2007) y del 14 de marzo al 9 de abril de 1959 en la Sala Aixelà de Barcelona. 
Su hija Laura Terré escribe de él: "en su primer reportaje sobre una tarde de Jueves Santo se concentran los hallazgos que después le van a hacer meditar los derroteros de su fotografía: la infancia, la muerte, el carnaval… Concibe la coherencia como una fidelidad ciega a una serie. En vez de avanzar en línea recta, separándose del origen (como suele ocurrir en otros autores), su obra se desarrolla en espiral, vuelve y se revuelve, ocupando todo el espacio alrededor del origen, creando una complejidad única de matices." (VV.AA, 2001)
En 1958 se integra en el grupo AFAL (Agrupación Fotográfica de Almería). Más tarde pasó a formar parte de su comité directivo y participó en sus actividades.  
En su trabajo se pueden apreciar coincidencias con fotógrafos extranjeros del momento como Robert Frank, William Klein, Henri Cartier-Bresson o  Eugène Smith.
En 1959 se traslada a vivir a Vigo, en Galicia. Lleva a cabo encargos fotográficos para la decoración de espacios públicos e industriales. A partir de 1968 abandona la actividad y las exposiciones durante un largo periodo.
En 1982 volvió a la actividad fotográfica, participando en diferentes exposiciones individuales y colectivas en España y el extranjero.
Además de estar considerado como uno de los mejores fotógrafos y documentalistas gráficos del siglo XX, con un amplio trabajo que llevó a cabo en Cataluña, Galicia y Portugal, fue un gran amante de la música y aficionado al jazz, a los automóviles y al deporte.
A partir del año 1999 es representado por Vu', galería parisina que dirige Christian Caujolle.
En 2008 recibe el premio Bartolomé Ros a su trayectoria profesional en PHotoEspaña.
El 19 de mayo de 2009 recibe el Premio Especial Ciudad de Sant Boi.
Falleció el 29 de octubre de 2009 en Vigo, tras sufrir una larga enfermedad.

## Exposiciones Individuales
- 1961. "Terré" (del 11 al 20 de febrero) en la Sala de Exposiciones Foto Club, Vigo (España).[11]
- 1962. Ateneo de Madrid. Catálogo editado por el Ateneo de Madrid (España).
- 1991. Casa Das Artes e Historia. Centro de Estudios Fotográficos, Vigo. Catálogo editado por el Centro Fotográfico del Concello de Vigo (España)
- 1992. "Ricardo Terré". Fotogalería, Secretaría de Cultura de la Municipalidad, Buenos Aires (Argentina).
- 1993. "Ricard Terré: Fotografías 1956-1992". Sala Nova de L'Oreig, Sant Boi de Llobregat, Barcelona (España).
- 1994. "Estar al quite". Galerie Arena, L'École Nationale Supérieure de la Photographie, Ministère de la Culture et de la Communication de France, Arles (Francia).
- 1994. Museo de la Garrocha. Olot, Gerona (España).
- 1995. "Cruces". Galería Scala, Vigo (España).
- 1995. "Ricard Terré". Organizada por la fundación "La Caixa", itinerante en Centro Cultural de Gandía (España). Museo Provincial de Orense (España)
- 1996. "Ricardo Terré - Fotografías". Encontros da Imagem, Sala dos Crivos, Braga (Portugal).
- 1996. "Ricard Terré". Organizada por la fundación "La Caixa", itinerante en Universidad de Alcalá de Henares (España); Museo Provincial de Ciudad Real (España); Museo de Villareal de los Infantes (España); Centro Cultural de Lérida (España); Museo Municipal de Alcira (España); Museo Regional Salvador Vilaseca de Reus (España); Salón artesonado del Palacio de Fonseca (19 de diciembre de 1996 al 31 de enero de 1997) de Santiago de Compostela (España)[12]

- 1997. "97 Ricard Terré". Posada del Potro de Córdoba (España)
- 1997. "Exposición antológica de Ricard Terré". Rencontres Internationales de la Photographie. Exposición y Proyección en Teatro Romano de Arlés, con música en directo de Lluis Llach interpretando "L´Estaca". Arlés (Francia)
- 1997. "Ricard Terré". Organizada por la fundación "La Caixa", itinerante en Centro Cívico de Fuenlabrada, Madrid (España). Museo Villardompardo de Jaén (España). Galería de Arte del Ayuntamiento de Logroño (España). Museo de Guadalajara (España)

- 1998. "Ricard Terré". Ville de Romans (Francia).
- 1998. "Ricard Terré". Sant Boi de Llobregat. Itinerancia de la Fundació La Caixa de Barcelona (España)
- 1998. "Los niños de San Francisco". Bienal Internacional de Vigo. Casa Das Artes en García Barbón. Vigo (España)
- 1999. "Ricard Terré". Fundación La Caixa MNAC (Museo Nacional de Arte de Cataluña) en el Palacio de Montjuic, Barcelona (España)
- 2000. "La Muerte Poética de las cosas pequeñas". Primavera Fotográfica de Cataluña 2000. Sala de Arte Can Massallera. Sant Boi de Llobregat, Barcelona (España).
- 2000. "Lugares de Evocaçâo". Museu da Imagem. Braga (Portugal).
- 2000-2001. "Retrospectiva Ricard Terré". VU La Galerie. Le mois de la Photo de París (Francia)[13]
- 2001. "Ricard Terré: The Spirit of Religion" "Photographic Approaches". Ministry of Culture, Domain of Culture. City of Skopelos Hellas (Grecia)
- 2001. "Ricard Terré" Photogaleria (del 2 al 25 de abril). Presentación libro Photobolsillo "Ricard Terré número 31".
- 2001. "Ricard Terré" Mois de l´Image de Dieppe (del 2 de abril al 5 de mayo). Maison Jacques Prévert. Dieppe (Francia)
- 2002. "Imatges abandonades" (del 24 al 25 de abril) Primavera Fotográfica de Cataluña. Sala Massallera. Sant Boi de Llobregat, Barcelona (España)
- 2002. "Ricard Terré". Centre Photographique de Maigret (Francia) 4-2
- 2002. "Ricard Terré" (del 1 al 30 de junio). Silk Road Gallery, Teherán (Irán)
- 2003. "Os nenos de San Francisco". Photomuseum, Argazki Euskal Museoa Fundazioa. Zarauz, Guipúzcoa (España)
- 2003. "Ricard Terré". Edificio Georges Pompidou. Galerie du Théâtre, 137. Gap (Francia)
- 2004. "Exvots". Primavera Fotográfica de Cataluña (del 18 de abril al 18 de mayo). Sala Massallera. Departamento de Cultura, Ayuntamiento de Sant Boi de Llobregat (España)
- 2004. "Exvots". Bienal Internacional Olot Fotografía (del 1 al 31 de agosto). Gerona (España)
- 2004. Antológica "Ricard Terré" (del 5 de junio al 5 de septiembre). CPF, Centro Portugués de Fotografía de Oporto. Porto (Portugal)[14]
- 2005. "Proyección antológica Ricard Terré" y coloquio con Pepe Baeza (28 de septiembre). Centro de Cultura Contemporánea de Barcelona (España)
- 2005. "Ricard Terré: Semana Santa". Galerías Fotográficas Internacionales. Foto Taller Chivilcoy (Argentina)
- 2006. "Ricard Terré: Vitrina del Fotógraf" (del 28 de septiembre al 5 de noviembre). Vitrina del trabajo y proyección artística, Exposición y Audiovisual 80 fotos. Comisaria: Laura Terré; presentación: Xema Salvans. Palau Robert, Generalidad de Cataluña, Barcelona (España)[15]
- 2006. "Ricard Terré: Cruces 2001" (13 de diciembre). Galería Bacelos. Exposición y presentación del libro. Texto Laura Terré. Editorial Fotoxoguete. Vigo (España)
- 2007. "Ricard Terré: Imágenes abandonadas y exvotos" (del 15 de mayo al 15 de julio). VU La Galerie. 17 Boulevard Henri IV, 75004 París (Francia)
- 2011. "Ricard Terré. Obras Maestras" en La Fundación Barrié, sede de Vigo (España)[16][17]
- 2011. "Ricard Terré: Negra Ombra que Enlluernes" (del 4 de marzo al 1 de abril de 2011). Galería Valid Foto de Barcelona (España)[18]
- 2013. "Les fotografies del jove Ricard Terré" en la sala de exposiciones de la Agrupación Fotográfica de Cataluña (España)
- 2013. "Ricard Terré: Obras maestras" (del 21 de junio al 1 de septiembre) en la Lonja, Sala de Exposiciones del Ayuntamiento de Zaragoza, dentro del programa oficial de PhotoEspaña 2013. Zaragoza (España)[19]
- 2014. "Ricard Terré: La meva Fotografía" (del 14 de noviembre de 2014 al 4 de enero de 2015) en La Sala d’Art contemporani de Vilanova i la Geltrú, Barcelona (España)[20]

## Exposiciones Colectivas
- 1956. "La photographie espagnole d'aujourd'hui". Exposición colectiva de Ricard Terré, Oriol Maspons y otros miembros del grupo AFAL. Club 30 x 40. París (Francia)
- 1957. "I Exposición Terré-Miserachs-Masats". Agrupación Fotográfica de Cataluña. (España). Real Sociedad Fotográfica, Madrid (España). Agrupación Fotográfica Almeriense, Almería (España)
- 1958. "Berliner Internationalen Foto Ausstelung" (BIFOTA) Berlín (Alemania). Catálogo editado por Stern, Hamburg (Alemania)
- 1958. "Joven fotografía española". Grupo AFAL. Salón Internacional Albert I. Cercle Royal Photographique de Charleroi (Bélgica)
- 1958. "Fotógrafos de la nueva generación". Grupo AFAL. II Bienal Internacional de la Fotografía de Pescara (Italia) Itinerante en Galería de Arte Moderno de Milán (Italia)
- 1958. Bienal de Fotografía Española. Sala de la Obra Social de la Caja de Ahorros de Sabadell, gestionada por el Cámara Club de Sabadell (España)
- 1959. "Grupo AFAL". Exposición colectiva itinerante. Photo-Cine Club Bandeirante, Sao Paulo (Brasil). Círculo de las Artes, Lyon (Francia). Ibero-Amerikanische Bibliothek, Munich (Alemania)
- 1959. "Photographes d'Espagne & de France". Grupo AFAL conjuntamente con Club Photographique Les 30 x 40. Biblioteca de la Embajada Española en París (Francia). Itinerante en Moscú y Berlín (Alemania), Roma, Fermo y Milán (Italia).
- 1959. "II Exposición Terré-Miserachs-Masats" (del 14 de marzo al 9 de abril). Presentada por el Club 49. Comisariada por Joan Prats. Sala Aixelà. Rambla de Cataluña 13, Barcelona (España)
- 1961. "Selbstporträts". Comisariada por Otto Steinert. Saarbrücken (Alemania)
- 1982. "Fotografies catalanes dels anys cinquanta". Palau de la Virreina, dentro de la I Primavera Fotográfica de Barcelona. Incluido en el catálogo general, editado por el Departamento de Cultura y Medios de Comunicación de la Generalidad de Cataluña (España)
- 1982. "Photographes catalans des annéés cinquante". Centre d'études catalanes de l'Université Paris-Sorbonne (Francia). Centre Culturel Le Parvis, Tarbes (Francia). Centre Culturel Occitan L'Albigeois, Albi (Francia). Centre Culturel Arqueopterix, Toulousse (Francia). Museu Puig, Perpiñán (Francia)
- 1984. "26 Fotógrafos Gallegos". I Fotobienal de Vigo. Incluido en el catálogo general del certamen editado por el Concello de Vigo (España)
- 1985. "O Mar". Sala Os Peiraos del Centro de Estudios Fotográficos. Catálogo editado por el Sector Cultura del Concello de Vigo (España)
- 1985. "Ollares no Tempo". 21 contemporáneos de la Fotografía Gallega, Universidad Internacional Menéndez Pelayo (UIMP) sede de La Coruña. Catálogo editado por la UIMP, Diputación de La Coruña y Concello de La Coruña (España)
- 1986. "Espacios". II Fotobienal de Vigo. Incluido en el catálogo general del certamen editado por el Centro de Estudios Fotográficos y el Concello de Vigo (España)
- 1991. "Grupo AFAL, 1956/1991". Almediterránea'92. Catálogo (Grupo AFAL, 1956-1991: Catálogo de la exposición de nueve fotógrafos de AFAL[21]) editado por la Junta de Andalucía. Almería (España)
- 1991. "Cuatro direcciones: Fotografía Contemporánea Española 1970-1990" [22] (del 19 de septiembre al 22 de diciembre). Museo Nacional Centro de Arte Reina Sofía (MNCARS), Madrid (España). Itinerante en: Escuela de Artes y Oficios, Almería (España); Centro Sa Nostra, Palma de Mallorca (España); Iglesia de Sainte Anne, Montpellier (Francia); Louisiana Museum of Modern Art, Humlebaek (Dinamarca); Centro Cultural Pallarés, León (España); Sala de Exposiciones de la Universidad, Santander (España); Palacio del Almudí, Murcia (España); Museo Municipal, Orense (España); Cultural Rioja, Logroño (España); Museo de Bellas Artes de Bilbao (España); Palacio Gabia, Granada (España); Bancaixa, Valencia (España); Salas del Ayuntamiento de Pollensa, Mallorca (España); Museo José Luis Cuevas, México D.F. (México); Salas de la Biblioteca de Castilla y León, Valladolid (España); Salas de Exposiciones de Caja España de Palencia (España); The Photographers Gallery, Londres (Reino Unido)
- 1992. "Temps de Silenci: Panorama de la fotografía espanyola dels anys 50 i 60". Catálogo editado por la Fundación La Caixa y el Departament de Cultura de la Generalidad de Cataluña. VI Primavera Fotográfica de Cataluña en el Centre d'Art Santa Mónica, Barcelona (España). Itinerante en Palais de Tokyo, Paris (Francia), Le Château d'Eau, Toulouse (Francia), Sala Sanz Enea del Photomuseum, Zarauz (España)
- 1993. "Imatges Escollides" (del 16 de septiembre al 11 de noviembre) Fondo de la Colección Cualladó, en el Instituto de Arte Moderno de Valencia (España) Itinerante en Vigo (España)
- 1996. "Retrats - Fotografía Espanyola 1848-1995". La Pedrera, Fundación "Caixa de Catalunya" (España)
- 1996. "Imatges, fotografía catalana". Colección Generalidad de Cataluña. Centro de Arte Santa Mónica, Barcelona (España). Ayuntamiento de Tarragona (España)
- 1996. "Grupo AFAL". Centro Cívico Can Basté, Barcelona (España)
- 1996-1998. "Fotografía y Sociedad de la España de Franco" "Fuentes de la Memoria 3" (del 14 de abril al 15 de julio de 1996). Centro Cultural Fundació La Caixa, Barcelona (España). Exposición itinerante en: Centro Cultural La Caixa (del 8 de octubre de 1996 al 15 de enero de 1997), Madrid; Fundació La Caixa (1997), Palma de Mallorca; Museo de Teruel (1997), Teruel; Sala Provincia, Diputación Provincial de León (1997); Filmoteca de Castilla y León, Universidad de Salamanca (1997); Museo de Pontevedra (1998); Kiosco Alfonso, Ayuntamiento de La Coruña (1998); Biblioteca Pública del Estado, Zamora (1998); Real Instituto de Estudios Asturianos, Oviedo (1998); Centro de Estudios Almerienses, Almería (1998); Fundación El Monte, Sevilla (1998); Autoridad Portuaria de Tarragona (1998)
- 1998. VIII Fotobienal de Vigo (España)
- 1998. "Inauguración de la Galería VU". Galerie de la Agence VU (la galería privada parisina más grande dedicada a la fotografía). París (Francia)
- 1999. "150 años de Fotografía Española". Círculo de Bellas Artes de Madrid (España)[23]
- 2000. "Club 49, Reobrir el joc 1949-1971" (del 15 de junio al 31 de agosto). Centre d'Art Santa Mónica, Barcelona (España)
- 2000. "Diaris Intims". X Primavera Fotográfica de Catalunya. Fundació La Caixa en Granollers (España)
- 2000. "Historia de la Fotografía Catalana". X Primavera Fotográfica de Catalunya. Museo Nacional de Arte de Cataluña (MNAC) Barcelona (España)[24]
- 2000. "Libros". Librería y Fotogalería Railowsky. Valencia (España)
- 2000. "Fotógrafos Agencia VU". París Photo 2000. París (Francia)
- 2000. "Exposición colectiva fotógrafos de la Agencia VU". Carrousel du Louvre. París (Francia)
- 2001. "Exposición colectiva fotógrafos de la Agencia VU". Carrousel Du Louvre. París (Francia)
- 2001. "D.G.Bank Art Collection" (3 de junio). 50 Autores Phototographiques parmi les plus grandes. Schirn Kunsthalle Frankfurt (Die Schirn) en Fráncfort del Meno (Alemania). Itinerante en: Tokio (Japón), Hannover (Alemania), París (Francia), New York (Estados Unidos) y Berlín (Alemania)
- 2002. "Exposición colectiva fotógrafos de la Agencia VU". Carrousel Du Louvre. París (Francia)
- 2002. "ExploraFoto". Encuentro con la Fotografía. III Festival de Fotografía de Salamanca, Capital Europea de la Cultura. (España)
- 2003. "Exposición colectiva fotógrafos de la Agencia VU". Carrousel Du Louvre. París (Francia)
- 2003. "Uniques" (del 6 de noviembre de 2003 al 6 de enero de 2004). Galerie de la Agence VU. París (Francia)
- 2003. "Grupo AFAL" 1ª parte. Cabildo Viejo. IV Jornadas de Fotografía. Aracena, Huelva (España)
- 2003. "Lafotobcn, Projecta" (del 6 al 8 de septiembre). Sonimag. Proyección de autores documentalistas. Centre de Fotografía Documental de Barcelona (España)
- 2003. "Les choix d'Henri Cartier-Bresson" (del 2 de mayo al 26 de julio) Fundation Henri Cartier Bresson. París (Francia)
- 2003. "Al gust d'Henri Cartier-Bresson" (del 18 de septiembre al 18 de noviembre). Caixa Forum. Montjuic, Barcelona (España)
- 2003. "Grupo AFAL". Museo de Bellas Artes. Palacio Carlos V, La Alhambra, Granada (España)
- 2003. "VigoVisions" (del 10 de abril al 10 de junio). Museo de Arte Contemporáneo (MARCO) Vigo (España)
- 2003. "Arte Español". Exposición permanente en Internet. Instituto Cervantes.
- 2003. "Fons Municipal d'Art Contemporani" (del 23 de octubre al 22 de noviembre). Sala Massallera. Sant Boi de Llobregat (España)
- 2003. "Un declic contre une claque" (del 27 al 29 de octubre) Exposición/venta a favor de Francoise de Mulder. Galerie de la Agence VU. París (Francia)
- 2004-2005 "España años 50. Una década de creación". Acción Cultural Exterior, Sociedad Estatal y Museo Nacional; Museo Nacional Centro de Arte Reina Sofía, Madrid (España); La Coracha Museo Municipal de Málaga (del 18 de febrero al 15 de abril), Museo Patio Herreriano (del 15 de abril al 15 de junio), Valladolid (España); Museo Műcsarnok Kunsthalle (del 15 de julio al 15 de septiembre), Budapest (Hungría); Narodni Galerie (del 9 de noviembre de 2004 al 9 de enero de 2005) en Praga (Checoslovaquia)
- 2004. "O feito fotográfico" (del 23 de enero al 14 de marzo). Colección de fotografías del Concello de Vigo. Museo de Arte Contemporáneo (MARCO) Vigo (España)
- 2004. "Exposición colectiva fotógrafos de la Agencia VU". Carrousel Du Louvre. París (Francia)
- 2004. "Fotografía y arte, variaciones en España".  Museo de Arte Contemporáneo MARCO ( del 6 de febrero al 23 de marzo) en Vigo (España); PhotoEspaña 2004 (del 2 de junio al 18 de julio) en Centro Cultural Conde Duque o Centro Cultural de la Villa, Madrid (España); Centro Atlántico de Arte Moderno (del 28 de septiembre al 15 de diciembre) en las Palmas de Gran Canaria (España)
- 2004. "Fondo fotográfico Fundación Foto Colectania" (del 20 de mayo al 20 de julio) en Julián Romea 6, Barcelona (España)
- 2004. "Catalunya País de Trobada". Palau Moja (julio y agosto) de la Generalidad de Cataluña, Barcelona (España) y Aeropuerto de Gerona (de julio a septiembre)
- 2004. PhotoEspaña 2004, junto con Xavier Miserachs y Ramón Masats. Las Ramblas de Barcelona (España)
- 2004-2005. "Fondo fotográfico Concello de Vigo" (del 11 de diciembre de 2004 al 11 de febrero de 2005) Centro Portugués de Fotografía. Oporto (Portugal)
- 2004-2005. "Vides Privades". Colección Fondo Colectania. La Nau, Sala de estudios general de la Universidad de Valencia (del 23 de noviembre de 2004 al 23 de enero de 2005); Sala San Benito de la Fundación Municipal de Cultura, Ayuntamiento de Valladolid (del 28 de enero al 27 de febrero de 2005); Festival Transitions, Bellevue, Biarritz (del 4 al 11 de mayo de 2005)
- 2005. "Vigo, tradición e fe" (del 14 de abril al 6 de junio). Casa das Artes e Historia. Vigo (España)
- 2005. "Colección fotográfica del IVAM". Instituto Valenciano de Arte Moderno y Fundación Astroc (España)
- 2005. "Fotografía, Soporte da memoria, instrumento de fantasía" (del 18 de abril al 26 de junio) Bienal Internacional. Río de Janeiro (Brasil)
- 2005. "Accrochage d'été" (del 16 de junio al 10 de septiembre). Galerie de la Agence VU. París (Francia)
- 2005. Exposición permanente, sala de fotografía del Museu d'Art Contemporani de Barcelona (España)
- 2005. "Exposición colectiva fotógrafos de la Agencia VU". Carrousel Du Louvre. París (Francia)
- 2005-2006. "Barcelona & Fotografía" (de noviembre de 2005 a marzo de 2006). Sala Casa Padellás. Museu d'Historia de Barcelona (España)
- 2005-2006. "El papel de la fotografía" (noviembre de 2005 a enero de 2006). Biblioteca Nacional de Madrid (España)
- 2005-2006. "Fuentes de la Memoria III" (de noviembre de 2005 a enero de 2006). Compendio de la fotografía española. Círculo de Bellas Artes de Madrid (España)
- 2005-2006. "La mirada inquieta" (del 16 de diciembre de 2005 al 14 de febrero de 2006) Fotogalería Railowsky y Sala de la Muralla de la Universidad de Valencia (España)
- 2005-2006-2007. "Vidas privadas". Fondo de Colectania. Museo Extremeño e Iberoamericano de Arte Contemporáneo (MEIAC) de Badajoz (del 16 de diciembre de 2005 al 15 de enero de 2006); Casa de los Morlanes de Zaragoza (del 26 de enero al 5 de marzo de 2006); Caixa Tarragona (del 9 de junio al 27 de agosto de 2006); Fundación ASTROC, Madrid (del 8 de febrero al 30 de abril de 2007)
- 2005-2006. "La imagen inquieta". Col-legi Major Rector Peset de la Universidad de Valencia; y Fotogalería Railowsky.
- 2006. "El papel de la Fotografía". Itinerancia de la Biblioteca Nacional. Museo Arqueológico de Albacete (del 1 de marzo al 1 de mayo); Vigo.
- 2006. "80+80, 80 photographes + 80 graphistes". Mois de la photo 9 noviembre, Galerie Anatome, 38 Rue Sedaine y VU la Galerie, 8 Jules Cousin, París (Francia)
- 2006. Presentación del libro Photo Poche consagrado a VU (27 de abril), por Robert Delpire. VU la Galerie, París (Francia)
- 2006. "Miradas paralelas" (del 19 de junio al 3 de septiembre). La fotografía realista de Italia y España: 46 fotógrafos - 240 imágenes. Comisariada por David Balsells. Museo Nacional de Arte de Cataluña (MNAC) Barcelona (España)
- 2006. "Exposición 100 fotógrafos". Subasta colectiva pro ONG. Fotogalería Railowsky, Valencia (España)
- 2006. "Projecta: 50 anys d'AFAL" (20 de junio). Proyección de fotografías de los autores del grupo AFAL y coloquio. Centre de Cultura Contemporánea de Barcelona (España)
- 2006. "Encontros da Imagem, 20 años" (del 30 de septiembre al 29 de octubre). Teatro Circo. Documento e Memória. Braga (Portugal)
- 2006. "AFAL, Nueva Lente y Photovisión" (del 27 de octubre al 17 de diciembre). Presenta Caja Madrid. Museo Municipal de Orense (España)
- 2006. Exposición-venta de fotografías (20 de diciembre) Pierre Bergé & Associés, Sala de Bellas Artes. Bruselas (Bélgica)
- 2006-2007. "AFAL. El Grupo Fotográfico 1956/1963" (del 2 de marzo al 18 de junio). Centro Andaluz de Arte Contemporáneo, Monasterio de Santa María de las Cuevas, Sevilla (España) Itinerancia: Museo de Antropología de Almería (de septiembre a octubre); Casa Vallarta (del 15 de noviembre de 2005 al 15 de enero de 2007) en el contexto de la Feria del Libro de Guadalajara (México).
- 2006-2007. Caixa Galicia (del 3 de octubre de 2006 al 8 de enero de 2007). Sala de Exposiciones de Ferrol (España)
- 2007. "A fotografía na Colección do IVAM" (21 de febrero) Sala Fundación Caixa Galicia. Rúa do Villar 19, Santiago de Compostela (España)
- 2007. "El papel de la fotografía". Bello Gestión Cultural. AFAL, Nueva Lente, Photovisión. Comisariada por Ángeles Bejarano y Claudia Llobet. Instituto Cervantes de Praga, República Checa (mayo); Instituto Cervantes de Tel Aviv, Israel (octubre)
- 2007. "Madame la Presidente" (del 3 de julio al 16 de septiembre). Festival Photographique d'Arlés. Sala Magasin Electrique. Commande photographique des Rencontres d'Arlés (Francia)
- 2007. "La photo fait sa musique" (25 a 27 de mayo). Sant Brieuc/Côtes d'Armor (Francia)
- 2007. "Spanish Contempory Photography" (del 17 al 27 de mayo). Fotofestival Internacional de Fotografía de Lodz (Polonia)
- 2007. "El retrato" (junio). Museo de Arte Contemporáneo (MARCO) Vigo (España)
- 2007. Festival de fotografía de Albarración". Proyección y conferencia-coloquio de Ricard Terré y Laura Terré.
- 2007-2008. "Regarde! des enfants" (3 de octubre de 2007 al 6 de enero de 2008) Photographie au Pavillon Populaire. Esplanade Charles de Gaulle, Montpellier (Francia)[25]
- 2008. "Homenaje a Cartier Bresson" (12 de junio). Colección Josep Martínez. Museo de Valls (España)
- 2008. "Une place apparemment inoffensive" (14 a 21 de diciembre). Un choix de Regis Durand parmi les photographies de la collection d'Isabelle Darrigrand. Fondation National Maison d'Art Bernard Anthonioz, Nogent-sur-Marne (Francia)[26]
- 2008. "París Photo" Muestra fotográfica de fotógrafos de la Agencia VU en el stand L-6 (Francia)
- 2014. "Human: States of mind" (del 17 de septiembre al 17 de octubre) Colección Alcobendas. Galería Nacional de Arte de Sofía (Bulgaria)
- 2015-2016. "Suis mon regard" (del 2 de noviembre de 2015 al 2 de enero de 2016) Exposition collectiva 40 photographes de VU'. París (Francia)
- 2015-2017. "Cara a cara". El retrato en la Fundación Foto Colectania, Barcelona (inauguración el 6 de octubre de 2015). Itinerante en: Sala San Benito de Valladolid; Sala Sabadell Herrero en Oviedo; Bodegas Roda en Haro, La Rioja (del 10 de julio al 30 de noviembre);[27] Festival Mostra Espanha. Museu da Imagem de Braga, Portugal  (del 15 al 31 de diciembre)[28]
- 2015-2018. "Platea. Los fotógrafos miran al cine". Acción Cultural Española.[29] Exposición itinerante comisariada por Blanca Berlín y Sonia Pérez Gontán: Festival de Cine de San Sebastián (del 14 al 20 de septiembre de 2015); XII Festival de Cine Europeo de Sevilla (del 8 de octubre al 14 de diciembre de 2015); Festival Internacional de Cine de Murcia (del 26 de febrero al 28 de marzo de 2016); Festival de Málaga Cine Español (del 31 de marzo al 8 de mayo de 2016); La Coruña (del 26 de mayo al 12 de julio de 2016); Alcances, Festival de Cine Documental de Cádiz (del 5 de agosto al 18 de septiembre de 2016); Festival Internacional de Cine de Gijón (del 17 de noviembre al 25 de diciembre de 2016); Festival de Cine de Medina del Campo (del 3 al 26 de marzo de 2017);[30] Matadero Madrid (del 7 de abril al 7 de mayo de 2017); Centro Cultural Manuel Benito Moliner, Huesca (del 1 de junio a 3 de julio de 2017); OUFF, Festival Internacional de Cine de Ourense (del 4 al 29 de octubre de 2017); Huelva (del 3 al 19 de noviembre de 2017); Hospitalet del Llobregat (del 24 de enero al 25 de febrero de 2018); Festival Internacional de Santander (del 1 al 31 de agosto de 2018)
- 2016. "La emoción de la fotografía" (del 18 de marzo al 17 de abril). Colección Alcobendas. Sala de Armas de la Ciudadela, Barcelona, y Centro de Arte Contemporáneo de Huarte (España)[31]
- 2016. "Exposición Colectiva: Ignasi Marroyo i amics" (del 12 de abril al 7 de mayo). Sala Bruno Argemí de la Agrupación Fotográfica de Cataluña (España)[32]
- 2016. "Exposition Collective VU' d'Espagne" (del 4 al 30 de mayo) Festival Image Singulières de Sète (Francia)
- 2017. "Una historia posible" (del 13 de enero al 9 de abril). Fotografía española contemporánea, Colección de Fotografía Alcobendas. Comisariada por José María Díaz-Maroto. Centro Niemeyer, Avilés (España)[33]
- 2017. "Hacia la modernidad" (26 de enero al 5 de marzo). Museo de Arte Contemporáneo Patio Herreriano de Valladolid (España)[34]
- 2017. "Exposición Phes de fotografía solidaria" (30 de marzo al 27 de abril). Centro Universitario TAI (Transforming Arts Institute) de Madrid (España)[35]
- 2017. "Con los ojos abiertos. Cien años de fotografía Leica" (del 11 de mayo al 10 de septiembre) Fundación Telefónica, Madrid (España)[36]
- 2017. "V exposición benéfica de arte Fundación Pablo Horstmann" (del 16 al 19 de noviembre). Galería de Arte Lucía Mendoza., Madrid (España)[37]
- 2018. "Constelaciones AFAL" (4 de mayo a 9 de junio) Exposición colectiva de cinco miembros del Grupo AFAL: Carlos Pérez Siquier, Gabriel Cualladó, Nicolás Muller, Ramón Masats y Ricard Terré. Galería Blanca Berlín. Calle del Limón 28, Madrid (España)[38]

## Colecciones
Su obra se encuentra en las siguientes colecciones:
- "Museu Arte Moderna" do Espíritu Santo (Brasil)
- "Museo Folkwang", Essen (Alemania)
- "Museo Nacional Centro de Arte Reina Sofía". Madrid (España)[39]
- "Centro Andaluz de la Fotografía", Almería (España)
- "Colección Ayuntamiento de Vigo". Vigo (España)
- "IVAM". Instituto Valenciano de Arte Moderno. Valencia (España)
- "Colección Cualladó", Instituto Valenciano de Arte Moderno - IVAM, Valencia (España)
- "École Nationale de la Photographie", Arles (Francia)
- "Le Chateau d'Eau", Toulouse (Francia)
- "Museo de la Imagen de Braga" (Portugal)
- "Museo Nacional de Arte de Cataluña". Palacio de Montjuic, Barcelona (España)
- "Musée de la Photographie", Charleroi (Bélgica)
- "Fondo del D.G. Bank", Frankfourt (Alemania)
- "Fondo de la Casa de la Cultura" del Ayuntamiento de Sant Boi de Llobregat, Barcelona (España)
- "Biblioteca Nacional de Francia", París (Francia)
- "The Museum of Fine Arts", Houston (USA)
- "Maison Européenne de la Photographie", París (Francia).
- "Museo Quiñones de León", Pazo de Castrelos. Vigo (España)
- "Photomuseum", Zarauz (España)
- "MARCO" Museo de Arte Contemporáneo de Vigo (España)
- "Museo Diocesano de Tuy-Vigo". Tuy (España)
- "Colecçâo Nacional de Fotografía". CEF. Centro Portugués de Fotografía. Porto (Portugal)
- "Museo de Valls". Valls, Tarragona (España)
- "Colección Marin Karmitz" (Francia)
- "Foto Colectania". Barcelona (España)
- "Colección Alfonso Pluchinotta". Padova (Italia)
- "Colección John Cleary"
- "Colección Léo Scheer"
- CAAC. Centro Andaluz de Arte Contemporáneo. Sevilla (España)
- Varias colecciones particulares, españolas y extranjeras

## Libros
- Terré Alonso, Laura (1991). Ricard Terré. Catálogo de exposición. Centro de Estudios Fotográficos del Ayuntamiento de Vigo.
- Formiguera, Pere;, Ledo Andión, Margarita (1996). Ricard Terré. Fundación La Caixa. ISBN  978-84-7664-523-9.

- Terré Alonso, L. (1996). Ricard Terré. Fotografías. Catálogo de exposición. Encontros da imagem. Braga, Portugal.

- Terré Alonso, L. (2000). Mort Poètica de les Coses Petites. Ayuntamiento de San Baudilio de Llobregat, San Baudilio de Llobregat.

- Caujolle, Christian (2000). Ricard Terré. The Spirit of Religion. Bienal Internacional de Skopelos Hellas.

- Terré Alonso, L. (2001). Ricard Terré. La Fábrica Editorial. ISBN  84-95471-16-7.

- Terré Alonso, L. (2002). Imatges Abandonades. Ayuntamiento de San Baudilio de Llobregat, San Baudilio de Llobregat.

- Terré Alonso, L. (2003). Os nenos de San Francisco. Departamento de Cultura y Concello de Vigo, Vigo.

- Terré Alonso, L. (2004). Exvots. Ayuntamiento de San Baudilio de Llobregat, San Baudilio de Llobregat.

- Terré Alonso, L. (2006). Cruces 2001. Fotoxoguete. Vilanova de Arousa.

- Conesa, Chema, Terré Alonso, L. (2010). Obras Maestras: Ricard Terré. La Fábrica Editorial. ISBN 978-8492841875.